# Ester Dean
Esther Renay "Ester" Dean (Muskogee, Oklahoma; 15 de abril de 1986) es una cantante, compositora, productora y actriz estadounidense. Ha escrito múltiples canciones para varios artistas que han llegado al Top 10 de las listas, incluyendo canciones que alcanzaron el lugar número 1 para Rihanna y Katy Perry, mereciéndole el título de "La Fábrica de Canciones".
En 2011, Ester contribuyó al soundtrack de la película animada Río de Blue Sky Studios. En la 54° entrega de los Premios Grammy, Dean fue nominada en la categoría "Álbum del año" como productora del álbum Loud de Rihanna. En 2012 le dio su voz a dos personajes de la cuarta película de la cuarta entrega de la saga La Era Del Hielo, y escribió una canción para la película llamada "We Are (Family)". 
Dean hizo su debut como actriz en la película Pitch Perfect como Cynthia-Rose Adams, rol que repitió en las secuelas Pitch Perfect 2 y Pitch Perfect 3.

## Filmografía

### Películas
| Año  | Título             | Personaje                        |
| ---- | ------------------ | -------------------------------- |
| 2011 | Río                | Chico en góndola (voz)           |
| 2012 | La Era Del Hielo 4 | Sloth Siren y Gutt's Siren (voz) |
| 2012 | Pitch Perfect      | Cynthia-Rose Adams               |
| 2015 | Pitch Perfect 2    | Cynthia-Rose Adams               |
| 2017 | Pitch Perfect 3    | Cynthia-Rose Adams               |
| 2020 | Trolls World Tour  | Legsly (voz)                     |

### Televisión
| Año  | Título              | Personaje                    | Notas                                         |
| ---- | ------------------- | ---------------------------- | --------------------------------------------- |
| 2016 | Crazy Ex-Girlfriend | Cliente de Connie            | Episodio: "That Text Was Not Meant for Josh!" |
| 2016 | RuPaul's Drag Race  | Jueza invitada (Temporada 8) | Episodio: "Bitch Perfect"                     |
| 2019 | Songland            | Ella misma                   |                                               |